# 티어링의 여왕
《티어링의 여왕》은 에리카 조헨슨의 데뷔소설이다. 총 3부작이다. 티어링의 여왕은 3부작 중 첫번째 책이다. 2부작은 '티어링의 침공'(2015) 3부작은 '티어링의 운명'(2016)이다.
내용은 대충 3가지 사건으로 요약할 수 있는 데
1.대관식 사건 
아렌 소른의 습경을 받았다

2.욕실 사건  
케이든이 욕실 습격!

3.환상
앨먼트 평원에서 몰래 선적을 하고 있다는 환상을 보고 바로 달려간다.

## 평가
- 뉴욕타임즈,LA타임즈 베스트셀러
- iBooks 최고의 판타지 Buzzfeed 최고의 청소년 소설
- PASTE 상반기 최고의 책, 뉴욕포스트 여름최고의 책
- 인디넥스트픽 1위
- 엠마 왓슨 '영화로 출연해 보고 싶다'